# Laurits Andersen Ring
Laurits Andersen Ring, noto anche come L. A. Ring (Ring, 15 agosto 1854 – Skt. Jørgensbjerg, 10 settembre 1933), è stato un pittore danese.

## Biografia
Fu uno dei principali pittori nordici del XX secolo, pioniere del simbolismo e del realismo sociale in Danimarca, insieme al suo amico pittore Hans Andersen Brendekilde; il suo dipinto più noto Sommerdag ved Roskilde Fjord è considerato come uno dei capolavori della cultura danese ed è stato incluso nella lista dei canoni della cultura danese del 2006.

## Galleria d'immagini

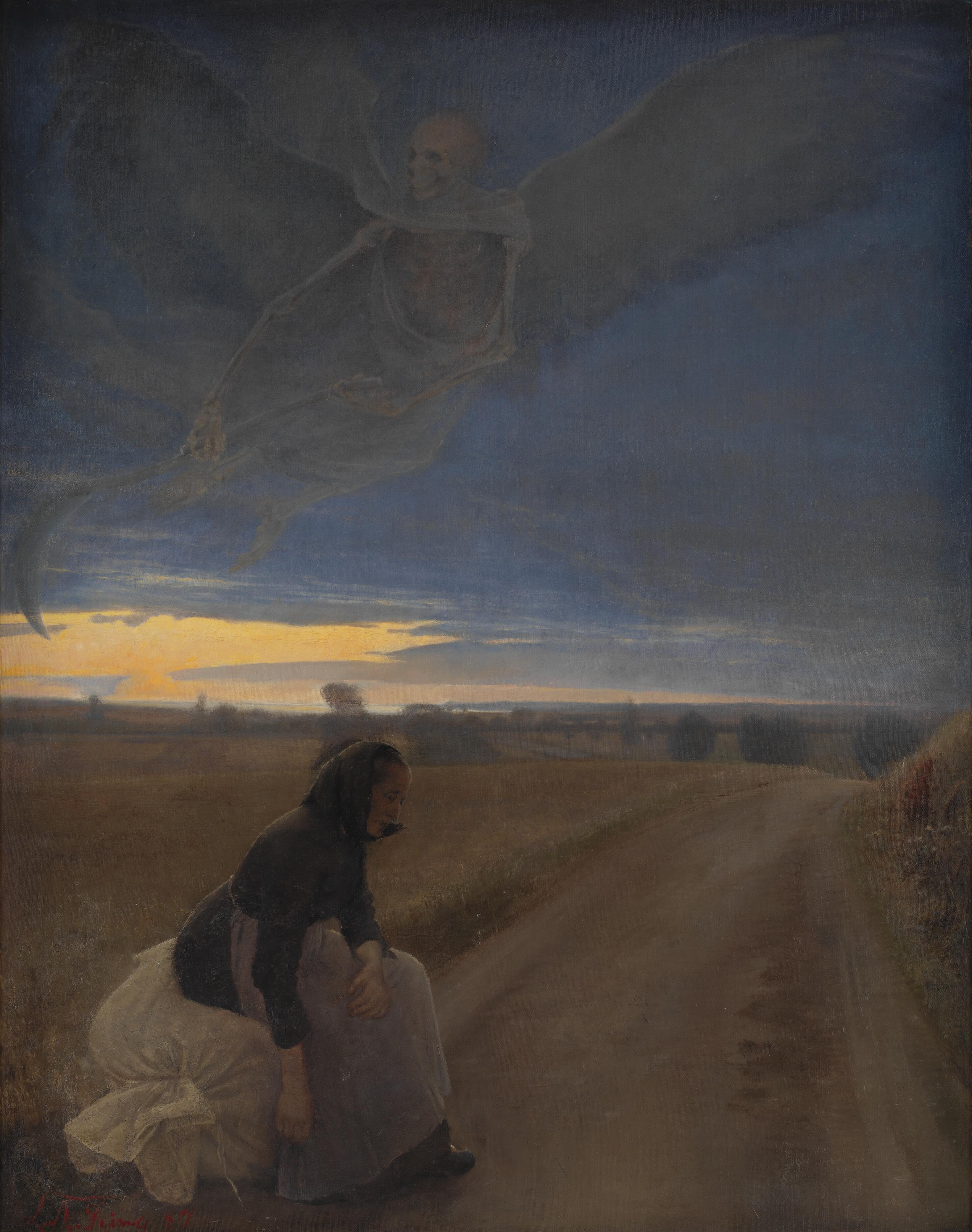
Aften. Den gamle kone og døden, 1887
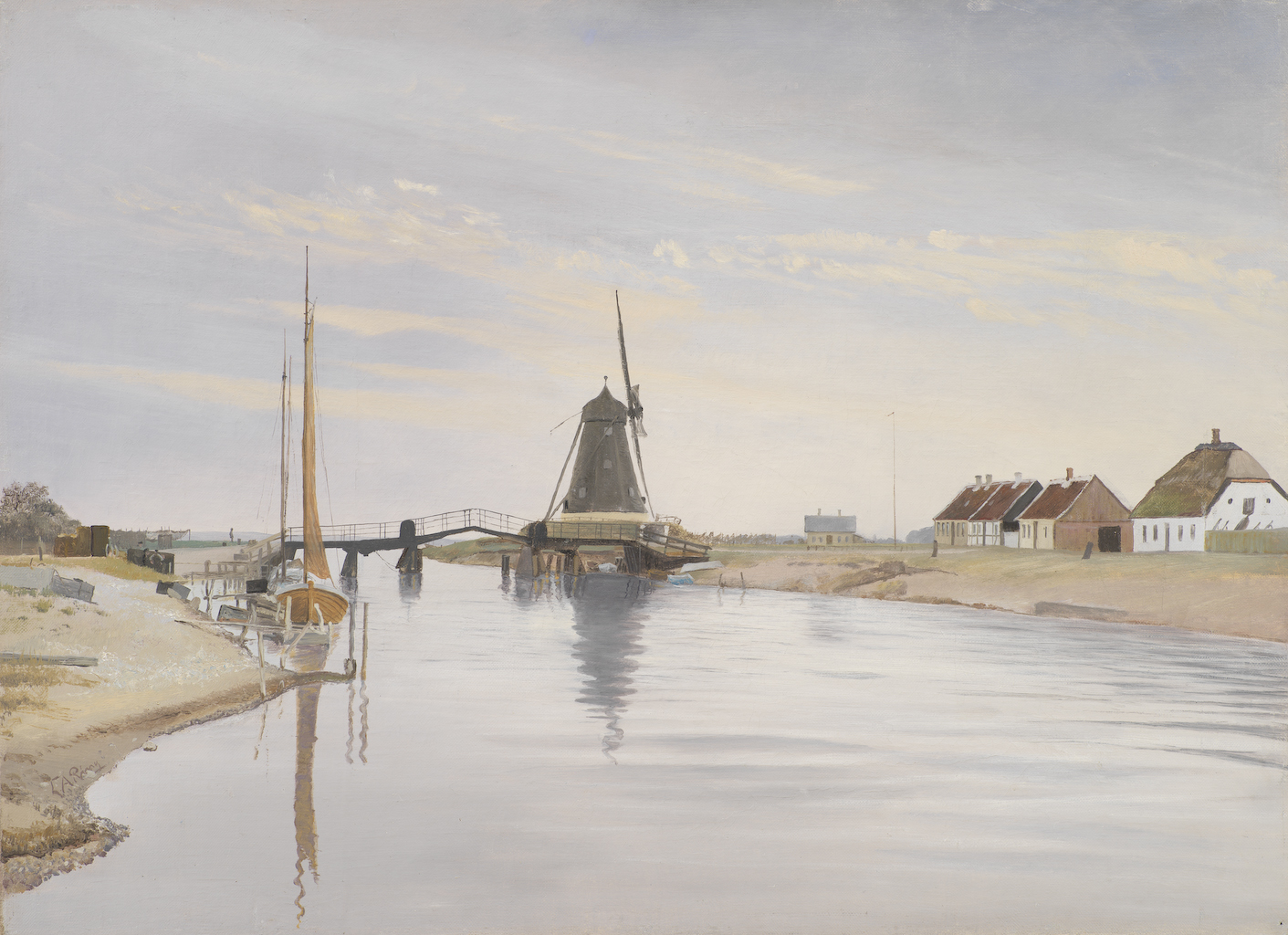
Susåen. Broen og møllen ved Karrebæksminde, 1898
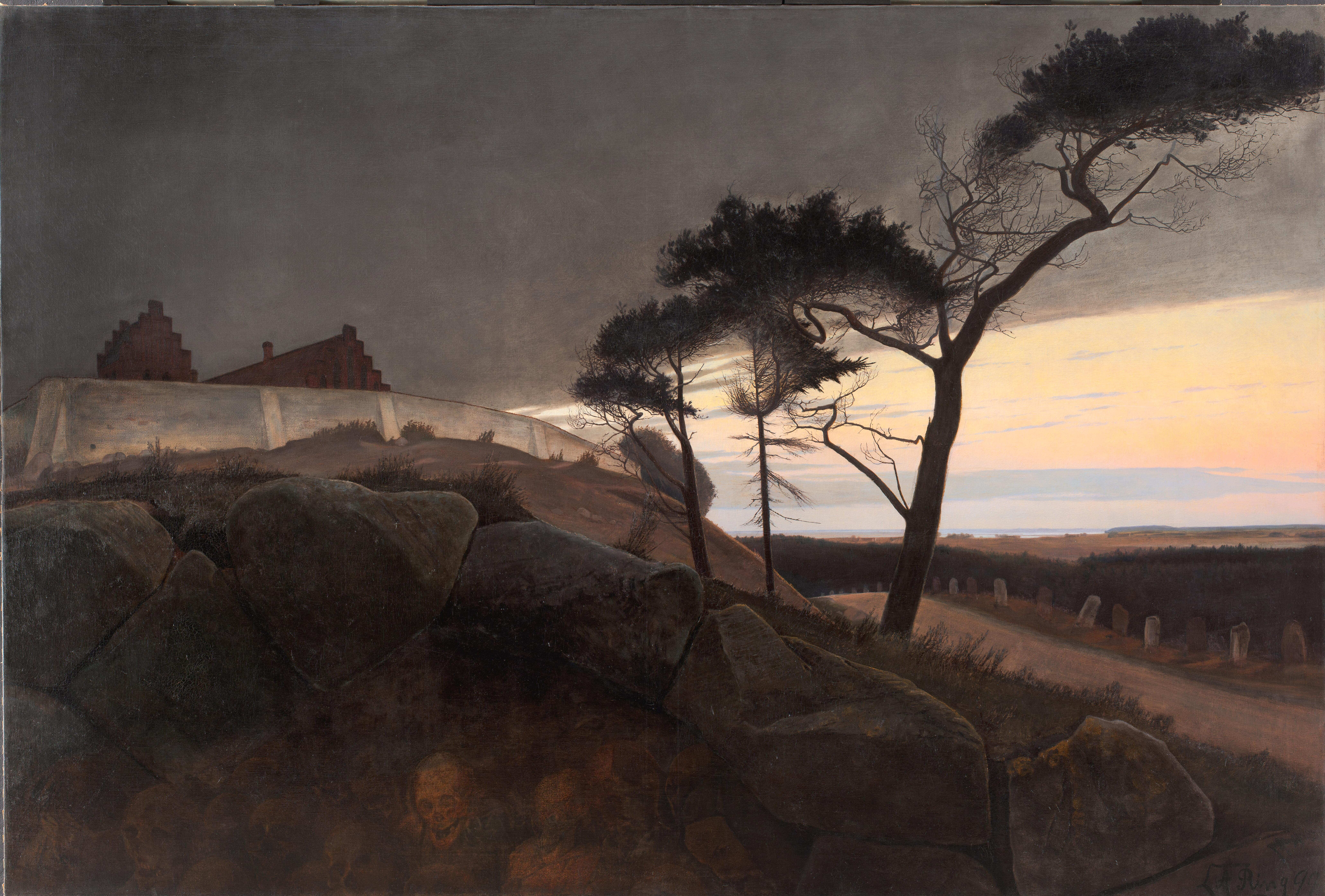
Efter solnedgang, "Nu skrider Dagen under, og Natten vælder ud", 1899
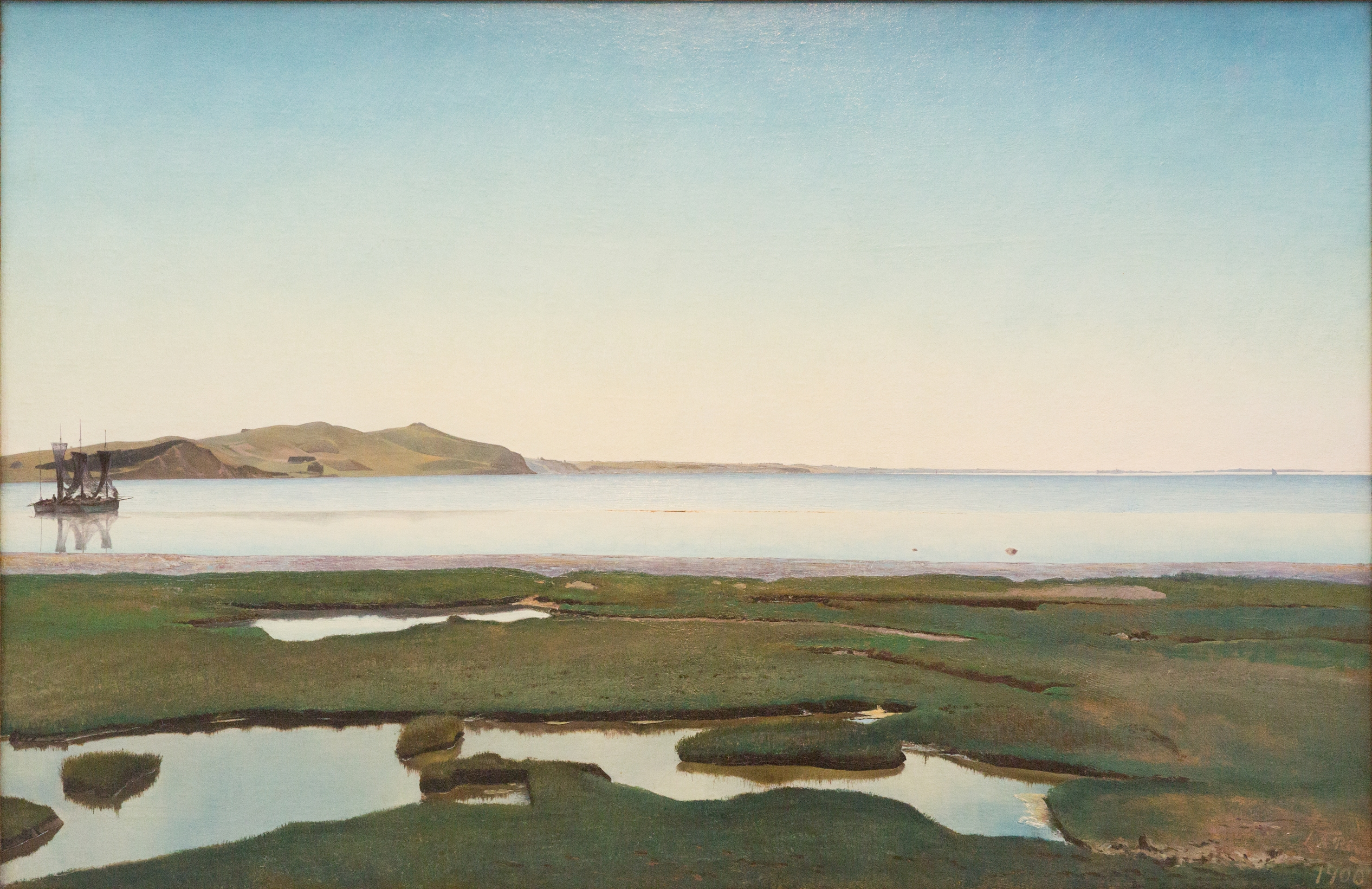
Sommerdag ved Roskilde Fjord, 1900